# La Source noire
 (février 2025).
Motif : Aucune source secondaire à cette heure. L'article en italien ne donne que deux bases de données. Aucune trace d'une critique musicale professionnelle.
- Archive Wikiwix
- Bing
- Cairn
- DuckDuckGo
- E. Universalis
- Gallica
- Google
- G. Books
- G. News
- G. Scholar
- Persée
- Qwant
- (zh) Baidu
- (ru) Yandex
- (wd) trouver des œuvres sur Wikidata

| 1. | Préciser le motif de la pose du bandeau. | Précisez le motif de la pose du bandeau en utilisant la syntaxe suivante : {{admissibilité à vérifier\|date=mars 2025\|motif=remplacez ce texte par le motif}}                       |
| 2. | Informer les utilisateurs concernés.     | Pensez à avertir le créateur de l'article, par exemple, en insérant le code ci-dessous sur sa page de discussion : {{subst:avertissement admissibilité à vérifier\|La Source noire}} |

La Source Noire est un coffret contenant un DVD live du groupe Furia enregistré à La cave à musique et une version remasterisée du CD À la quête du passé.

## Pistes DVD
1. Mécanique de l'infamie
2. Les Deux Mondes
3. Elmira, l'image d'un destin
4. Le Sacrifice de la vierge
5. Mental en perdition
6. Mémoires d'outre tombe
7. Le Temple des putains démoniaques
8. Les Révélations d'un temps passé
9. Intermède clavier
10. Le Jardin d'Eden
11. Saïlen…
12. À la quête du passé
13. Intermède acoustique
14. Auto-psy d'un damné
15. Un lac de larmes et de sang
16. L'Oratoire de la folie
17. Une quête sans lendemain
18. Les Révélations d'un temps passé

## Pistes CD
1. Intro
2. À la quête du passé
3. Gorthoth le passeur du fleuve de l'oubli
4. Le Temple des putains démoniaques
5. Intermède
6. Incantations à Cébil
7. Le Sacrifice de la vierge
8. Le Baptême du diable
9. Et la lumière fut…
10. L'Antre des morts
11. Une quête sans lendemain
12. Les larmes du destin

## Membres
- Damien : chant
- Sébastien : guitare lead
- Mickaël : guitare rythmique
- Guillaume : basse
- Mehdi : clavier
- Julien : batterie
- Eulalie : violons

## Bonus
- Clip d'Auto-psy d'un damné
- Furia part en live
- Livre de 120 pages